# Sarina Leenen
Sarina Leenen (24 augustus 1983) is een Belgisch voormalig handbalster.

## Levensloop
Leenen was actief bij Juventus Melveren en diens opvolger HB Sint-Truiden. In 2018 stopte ze als speelster. Ze won met Melveren/Sint-Truiden driemaal de landstitel en tweemaal de Beker van België. Tevens werd ze tweemaal (2010 en 2018) verkozen tot handbalster van het jaar. 
Na haar carrière als speelster ging ze aan de slag als trainer bij Initia Hasselt. In 2023 werd ze trainer van de mannenploeg van Handbal Sint-Truiden.